# 政治権力 (メリアム)
『政治権力』（せいじけんりょく、原題：Political Power: Its Composition & Incidence）は1934年にアメリカ合衆国の政治学者であるチャールズ・メリアムが発表した政治権力についての研究書である。

## 概要
1874年にアメリカのアイオワ州で生まれたメリアムは、アイオワ大学・コロンビア大学・ベルリン大学・パリ大学で政治学などを学んだ。大学を卒業してからはシカゴの市会に勤務し、後に市長の顧問となっており、メリアムはこの頃に得られた実務の経験から市政や政党についての政治学の著作や論文を発表した。第一次世界大戦が勃発してからはイタリアでアメリカの宣伝活動に従事していた。本書は後の全体主義にを擁護し、またシカゴ学派と呼ばれる政治学者たちを輩出したメリアムによる権力理論である。
メリアムは政治権力を集団の統合をもたらす機能的な概念として捉えている。権力は多種多様な社会集団の諸関係を媒介しながら調整する機能があり、この機能を果たす権力が近代国家では政府として組織化されている。しかし集団間の関係を調整するだけでなく、各個人の個性を調整する機能もある。個々人の個性を調整する機能は家族、宗教団体、労働団体などの集団を中心に組織化されている。このような社会の局面において出現している権力は、そもそも権力を欲求する権力者が個性として備えている資質と能力から発生するものとメリアムは考えた。これは政治的リーダーシップとの関係から説明されることでもあり、社会においてリーダーシップを発揮する指導者は初期の段階では闘争の技術としての実力に特徴付けられるが、近代社会におけるリーダーシップは象徴と才能によって実践される。ここでの象徴とはさまざまな社会集団や大衆を操作するものであり、才能とは指導者の表現力や合意の創意的な形成、勇気から構成され、個人や集団の支持を獲得するものである。
さらにメリアムは権力の内容について二つの側面から検討している。権力は暴力と異なり人間の情念に立脚して積極的に服従することを促すものである。権力の基盤はミランダとクレデンタに区別され、ミランダは人間の象徴に対する非合理的な崇拝の感情であり、記念日、記念碑、国歌、国旗、制服、神話、儀式などに基づいた権力はミランダに基づいている。クレデンタは社会で承認された同意に対する合理的な服従の信念であり、この同意は政府への尊敬、既存の権威への服従、公共のための自己犠牲、そして政府による合法性の独占によって基礎付けられる。この二つの権力基盤は実際には別物ではなく、相互に補完し合う関係にある。しかし権力は人々にとって服従ではなく排除の対象ともなりうるものであり、恐怖政治や腐敗、または無能によって権力は抵抗に直面する場合がある。
メリアムはこのような可能性に対して権力維持のための原則について考えている。既にプラトンやニッコロ・マキャヴェッリ、古代中国やインドでも権力を維持することについて検討されていたのを参考としながら、いくつかの原則を提唱している。そして権力の社会的構成についての知識に習熟し、政治的報酬を正確に配分し、穏健もしくは中庸の態度を心がけ、権力が過剰に集中することを避ける。さらに指導者は計画的に指導力を発揮できるように努力し、また権力者の正義が社会に行き渡りつつ社会における権力の均衡を維持しなければならない。これらはいずれも柔軟に適用されなければならない原則であり、社会変動に権力集団が適応することに失敗すると衰退していく。また指導者の人材不足や政治行動の技術の低下、イデオロギーと象徴の弱体化などによっても権力は衰退していく。

## 文献
- Political Power: Its Composition & Incidence, (Whittlesey House, 1934).

斎藤眞・有賀弘訳『政治権力――その構造と技術（上・下）』（東京大学出版会, 1973年）